# Obice da 75/18 modello 34

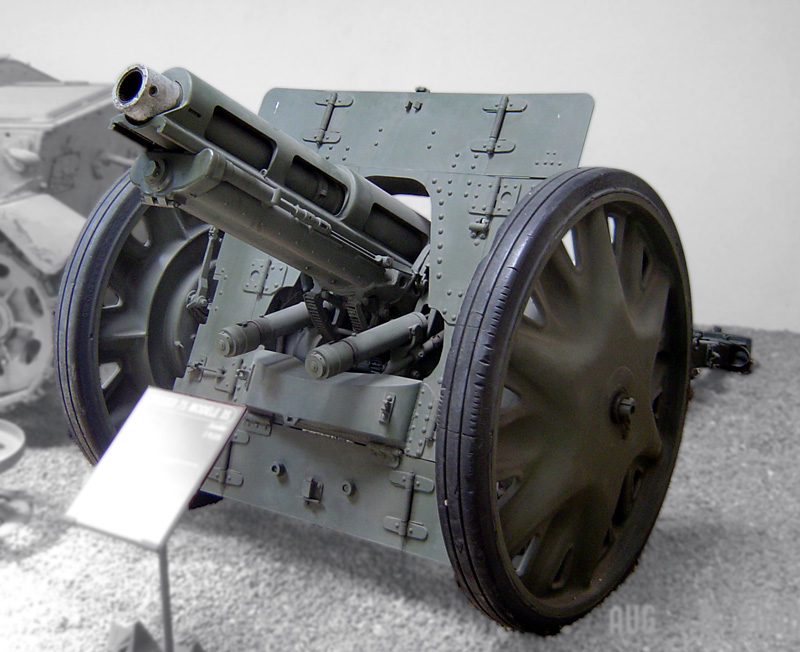
Obice de 75/18 modello 35 em exposição no Musée des Blindés em Saumur

O Obice da 75/18 modello 34 foi uma peça de artilharia italiana usada durante por forças militares durante a Segunda Guerra Mundial.

## História
O exército italiano sempre teve interesse em artilharia de montanha, devido ao terreno montanhoso de suas fronteiras da região norte. Na década de 1930, grande parte dessa artilharia estava obsoleta e precisava ser substituída por unidades mais modernas.
Em 1934, a empresa Ansaldo iniciou a produção de uma nova unidade de obus de montanha, conhecido como Obice da 75/18 modello 34. Esta unidade foi projetada pelo Tenente-Coronel Sergio Berlese, que serviu na artilharia italiana anteriormente. O modelo 34 pode ser dividido em oito cargas, para transporte mais efetivo. No interesse da padronização e da logística, uma versão do 75/18, o modelo 35, também foi usada como componente de obus leve de baterias de campo normais. O modelo 35 não se dividia em cargas menores e tinha uma trilha dividida em vez de uma caixa.
O Governo Italiano vendeu o modelo 35 para o exterior, visando obter moeda estrangeira. Em 1940, um lote considerável foi vendido para Portugal, sendo mais tarde vendido para alguns países da América do Sul, em troca de matérias-primas. O canhão também foi usado como armamento principal do canhão autopropulsado Semovente 75/18, onde, devido à sua munição "Effetto Pronto" (HEAT), também tinha uma boa capacidade antitanque.
Em 1941, algumas peças capturadas pelas forças aliadas foram utilizadas contra os alemães, durante a Batalha de Creta. Estas unidades provavelmente estavam presentes na defesa do aeródromo de Maleme. Dois deles estão atualmente expostos ao lado do monumento da Batalha de Creta, em Heraclião.

## Ligações Externas
- Modelo 34 no Builders Paradise
- Modello 35 no site "Comando Supremo"
- Obice de 75/18 no site "Itália 1935-45"